# Macrozamia montana
Macrozamia montana là một loài thực vật hạt trần trong họ Zamiaceae. Loài này được K.D.Hill mô tả khoa học đầu tiên năm 1998.